# 옐잔 시나르
옐잔 시나르(중국어 간체자: 叶力江·什那尔, 병음: Yèlìjiāng Shínàěr; Елжан Шынар, 1999년 6월 6일 ~ )은 중국의 축구 선수이다.